# Kingsnorth
Kingsnorth – wieś w Anglii, w hrabstwie Kent, w dystrykcie Ashford. Leży 29 km na południowy wschód od miasta Maidstone i 82 km na południowy wschód od centrum Londynu. W 2001 miejscowość liczyła 6709 mieszkańców.